# Дом за децу и омладину „Станко Пауновић” Неготин
| Дом за децу и омладину „Станко Пауновић” Неготин |                                                  |
|                                                  |                                                  |
| Оснивач:                                         | Округ Крајински, Влада РС (од 25. новембра 1991) |
| Основана:                                        | 1. фебруар 1919.                                 |
| Седиште:                                         | Бадњевска 5, · Неготин Србија                    |
| Веб презентација                                 | Дом за децу и омладину „Станко Пауновић” Неготин |
| Контакт:                                         | 019/541-800, 019/541-933                         |

Дом за децу и омладину „Станко Пауновић” у Неготину, установа је социјалне заштите, основана 1. фебруара 1919. године, као Дечји дом ратне сирочади за Неготин и округ Крајински, само три месеца после потписивања примирја којим је завршен Први светски рат. Иницијатори оснивања ове, једне од најстаријих установа социјалне заштите у Србији, били су хумани грађани Неготина.
После завршетка Првог светског рата, у коме је Србија изгубила огроман број становништва, многа деца су остала без родитељског старања. То је био повод да се у Неготину оснује дом за ратну сирочад. Први управник био је Сава Драгићевић, а штићеници дома била су деца из Србије и шире. Дом је првих година био смештен у згради неготинске полугимназије, да би 1924. године била саграђена велелепна зграда, окружена великим уређеним парком. Зграда дома представља непокретно културно добро као споменик културе, наменски зидана у периоду од 1923. до 1925. године. Десетак година касније за потребе интернатског смештаја подигнут је још један објекат.
После Другог светског рата, дом је добио име по народном хероју и свом некадашњем штићенику Станку Пауновићу, из села Брестовац код Неготина, који је погинуо 1942. године у борбама на Фрушкој гори. Ова социјална установа је 1955. године прерасла у дом средњошколске омладине у коме је, поред деце без родитељског старања, један део интернатског типа, за ученике неготинских средњих школа.
Од оснивања у овој установи живело је, васпитавало се и припремало за самосталан живот преко 6 000 деце и младих без родитељског старања. 